# Monte Albert
Monte Albert (en francés: Mont Albert) es una montaña en la cordillera de Chic-Choc en el parque nacional Gaspesie de la Península Gaspe al este de la provincia de Quebec, en Canadá. Con 1151 m (3776 pies),  es una de las montañas más altas en el sur de Quebec, y es muy popular para practicar el senderismo.
El Monte Albert fue llamado así en honor del príncipe Alberto de Sajonia-Coburgo-Gotha porque el geólogo Alexander Murray hizo la primera subida registrada a la montaña en el cumpleaños del Príncipe, el 26 de agosto de 1845.

## Geografía

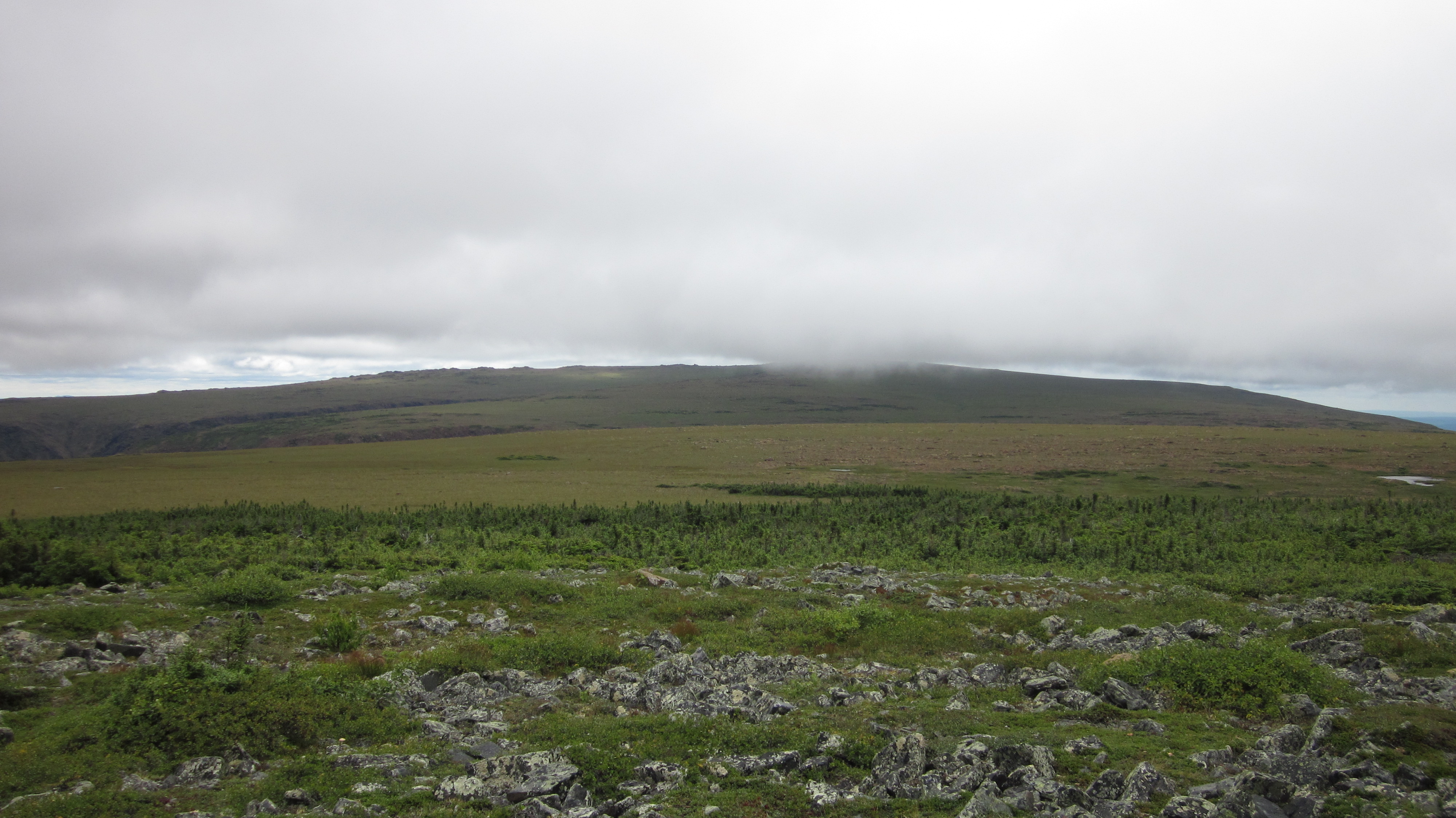
Cumbre del sur del Monte Albert.

La cumbre del Monte Albert es una planicie de aproximadamente 13 kilómetros de ancho, cuya parte central se denomina Tablas de Moisés, e incluye dos picos que se sitúan a ambos lados de dicha planicie: Albert Norte, de 1.070 metros de altitud, y el Albert Sur, de unos 1.054 metros de altitud. El mineral más importante que compone la elevación es la serpentina, y se estima que su formación geológica fuera hace 480 millones de años coincidiendo con la elevación de los Montes Apalaches. Su posición coincide con las estribaciones más meridionales de la elevación y se encuentra casi al borde del mar en la desembocadura del Río San Lorenzo.
El modo de ascenso más popular entre los excursionistas y alpinistas es hacerlo desde la costa, especialmente por las amplias vistas de la bahía.

## Flora y fauna
La vegetación es la típica de la tundra norteamericana, con amplia presencia de coníferas y algunas frondosas en las altitudes más bajas. La flora posee algunas especies endémicas de flores alpinas, y presenta una distribución disjunta, en buena parte debida a su posición geográfica.